# Девенпорт, Роберт
Роберт Девенпорт (Дэвенпорт, Давенпорт, Давеспорт) (англ. Robert Davenport; 1671 — 19 января 1735 года, Санкт-Петербург) — англичанин на русской службе, корабельный мастер полковничьего ранга, строитель судов на верфях Воронежского адмиралтейства, линейных кораблей Российского императорского флота в Санкт-Петербурге и Ревеле. Тесть кораблестроителя Р. Козенца.

## Биография
В 1706 году Роберт Девенпорт был принят на русскую службу корабельным подмастерьем одним из руководителей «Русской компании» в Англии, купцом Томасом Стейлсом (Стельсом).
Первоначально принимал участие в строительстве кораблей на верфях Воронежского адмиралтейства. Работал помощником у своего зятя, корабельного мастера Ричарда Козенца, который с 1700 года находился на русской службе. В 1710 году годовой оклад Р. Девенпорта составлял 70 фунтов стерлингов и 80 рублей.
20 февраля 1712 года был переведён из Воронежа в Санкт-Петербург. 5 декабря 1718 года, после успешно сданного экзамена, был произведён в корабельные мастера. Свидетельство о производстве Девенпорта из подмастерий в мастера подписали кораблестроители Ф. М. Скляев, Р. Козинец, О. Най и другие мастера. После подписей мастеров Пётр I записал: «Выше помянутой подмастеря в мастерах быт годен. Пётр Михайлоф». Пётр был крёстным отцом ребёнка в семье Девенпорта и преподнёс роженице золотую монету. В 1719 году Девенпорт был направлен в Ревель, где ему вменялись в обязанность осмотр и ремонт находящихся там ластовых судов и был положен ежегодный оклад в 400 рублей. 14 сентября 1719 года о результатах осмотра ластовых судов и возможности их починки Девенпорт доложил письмом Петру I.
14 января 1720 года по царскому указу, вместе с корабельными мастерами Р. Козенцом и О. Наем, Девенпорт был отозван в Санкт-Петербург, где получил новое назначение. Он был командирован в Голландию под видом «торгового человека Роберта Вилсена» для строительства кораблей по чертежу Петра I. В марте 1720 года заложил в Амстердаме 56-пушечный линейный корабль 4 ранга «Принц Евгений», в Роттердаме — линейный корабль 4 ранга «Ништадт». Оба корабля строились по личному указанию Петра и заказу князя Б. И. Куракина, после спуска на воду в 1721 году корабли вошли в состав Балтийского флота.
7 марта 1722 года Девенпорт вновь был послан в Ревель для починки кораблей и ластовых судов. 11 июля 1723 года пожалован «в ранг полковничий» и годовым окладом 800 рублей. 7 августа 1727 года Адмиралтейств-коллегия приняла решение об отправке Девенпорта из Ревеля в Кронштадт для осмотра и ремонта там кораблей и судов. Свои обязанности в Ревеле он должен был сдать корабельному подмастерью И. Немцову, который не спешил к новому месту службы. 3 октября 1727 года вице-адмирал П. И. Сиверс получил ещё один указ Адмиралтейств-коллегии о немедленной отправке Девенпорта в Кронштадт, а вместо подмастерья Немцова, который «… обретается всегда в шумстве и за тем тамошних кораблей и прочих судов починкой … исправить не может, выбрать другого доброго подмастерья…».

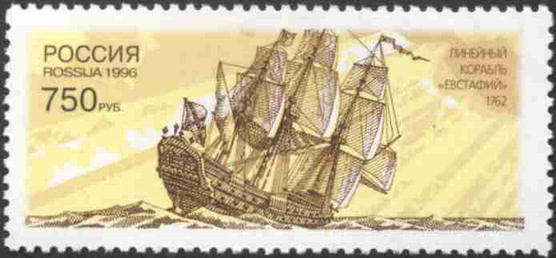
Корабль «Евстафий Плакида», один из серии кораблей «Слава России», на российской марке 1996 года

С сентября 1729 года Девенпорт в Кронштадте стал заведовать только ремонтом кораблей, а починка ластовых судов была поручена корабельному подмастерью М. Рогачёву.
В июне 1731 года был в Ревеле, осматривал корабль «Не тронь меня» на предмет возможного ремонта.
23 февраля 1732 года в Санкт-Петербургском адмиралтействе заложил 66-пушечный линейный корабль «Ревель» типа «Слава России» (спущен на воду 9 июля 1735 года). Во время Русско-шведской войны корабль принимал участие в кампаниях 1742 и 1743 годов.
В июле 1732 года Девенпорту было поручено строить в Санкт-Петербургском адмиралтействе 12-пушечную фоб-яхту «Анненгоф» по английской пропорции. Яхта была построена в 1735 году, с 1739 по 1741 год весной стояла напротив Зимнего дворца на Неве, а летом совершала плавания в Кронштадт и Петергоф.
Роберт Девенпорт умер 19 января 1735 года в Санкт-Петербурге. 20 января 1735 года Адмиралтейств-коллегия приняла решение о передаче жалования Девенпорта с сентября 1734 года его «жене, вдове Марье, Томасовой дочери».